# Organisation interaméricaine de défense
L'Organisation interaméricaine de défense (OID) est une institution internationale de défense de l'Organisation des États américains, dont le siège est à Washington D.C. L'OID est un comité international composé de responsables nationaux en matière de défense qui formulent des conseils techniques et pédagogiques et élaborent des approches collaboratives sur les problèmes communs de défense et de sécurité auxquels sont confrontés les pays d'Amérique du Nord, d'Amérique centrale et d'Amérique du Sud,,,.

## Histoire

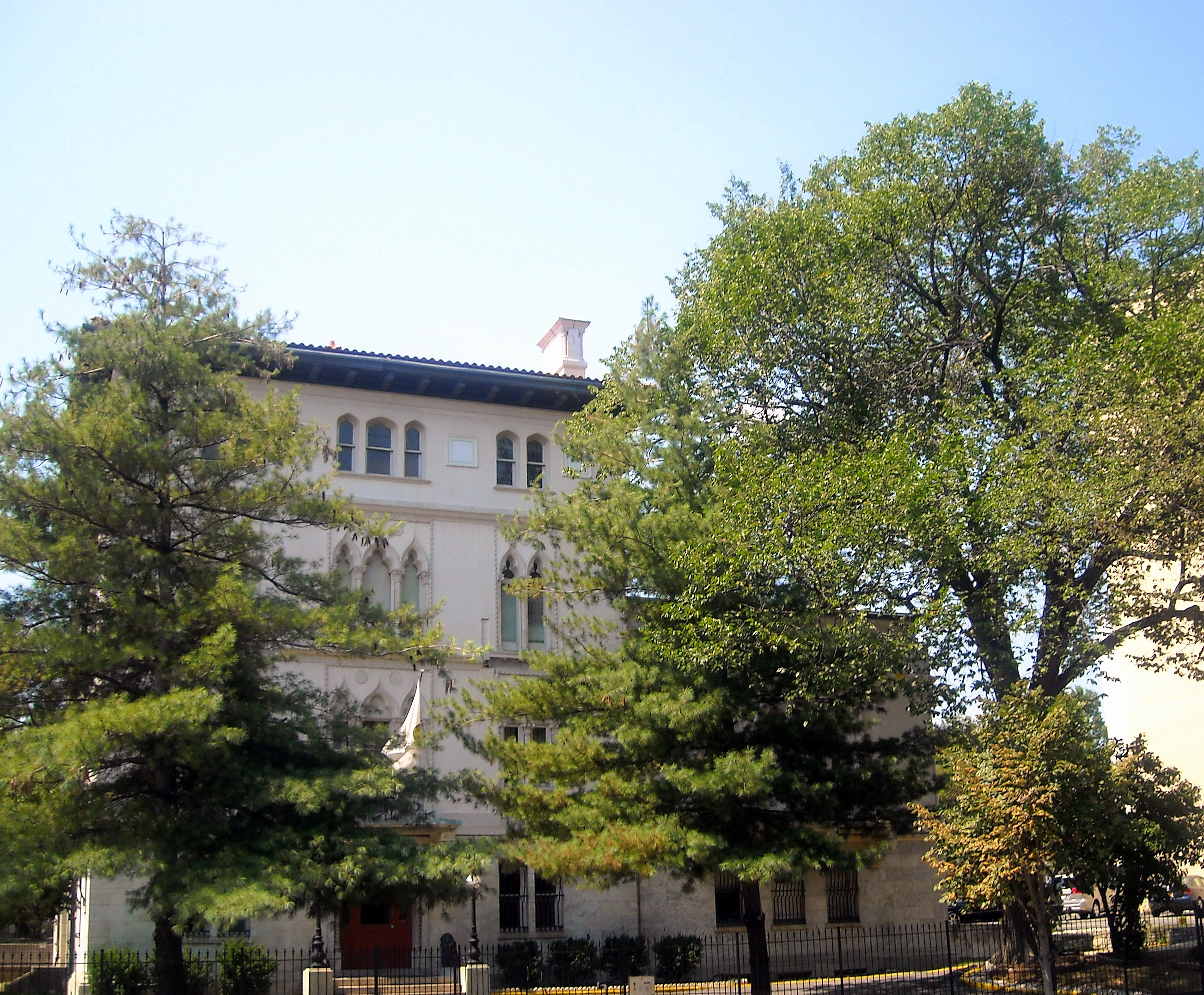
Le siège de l'OID se trouve au Pink Palace, dans le quartier de Meridian Hill à Washington D.C.

L'OID a été créée pendant la Seconde Guerre mondiale, le 30 mars 1942 par les ministres des Affaires étrangères de 21 États. Il s’agit aujourd’hui de l’organisation de défense encore en activité la plus ancienne au monde.
Elle trouve son origine dans une résolution adoptée par le troisième réunion de consultation des ministres des relations extérieures, qui s'était tenue à Rio de Janeiro (Brésil) en 1942. Celle-ci recommandait « la réunion immédiate à Washington d’une Commission composée de techniciens militaires ou navals nommés par chacun des gouvernements pour étudier et leur suggérer les mesures nécessaires à la défense du Continent américain ».
L'OID est basé dans l'historique Pink Palace, dans le quartier de Meridian Hill à Washington, la capitale fédérale des États-Unis d'Amérique.
En mars 2006, l'OID a été placée sous l'autorité de l’Organisation des États américains (OÉA), en tant qu'organisme spécialisé. À cette date cependant, seuls 28 des 35 membres de l’Organisation des États américains étaient également membres de l'OID.
L'OID comprend trois organes : un Conseil des délégués, un Secrétariat et le Collège interaméricain de défense.

## Collège interaméricain de défense

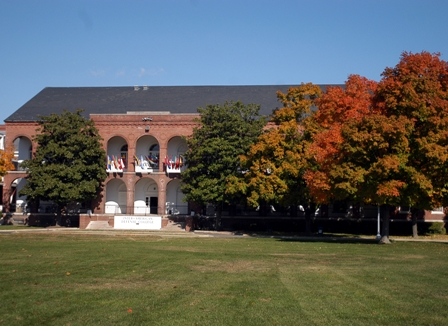
Le Collège interaméricain de défense est basé à Fort Lesley J. McNair, dans le quartier de Buzzard Point à Washington, DC

L'OID est composé de trois organes principaux, dont le Collège interaméricain de défense (CID). Le CID propose un Master of Science de douze mois destiné aux hauts fonctionnaires de l'armée, de la police et du gouvernement, qui couvre les systèmes gouvernementaux, l'environnement international actuel, ainsi que la structure et la fonction du système interaméricain, et offre l'opportunité d'étudier les questions de défense et de sécurité de grande envergure qui affectent l'hémisphère occidental et le monde. Il a son siège au Fort Lesley J. McNair, également à Washington D.C.

## Médaille de l'Organisation interaméricaine de défense
La médaille de l'Organisation interaméricaine de défense est une décoration militaire internationale. Elle est décernée à tout officier militaire servant dans un pays membre de l'OÉA et effectuant une période de service auprès de l'OID. La décoration est également décernée au personnel militaire qui sert au sein des équipes du président ou du secrétariat de l’OID, ainsi qu’à ceux qui effectuent des tournées d’instructeurs de l'OID.